# 安杰莉卡·罗泽亚努
安杰莉卡·罗泽亚努（羅馬尼亞語：Angelica Rozeanu，1921年10月15日—2006年2月21日），犹太裔罗马尼亚/以色列乒乓球运动员。她曾获得17枚世界乒乓球锦标赛金牌。